# Rue Campagne-Première
La rue Campagne-Première est une voie située dans le quartier du Montparnasse du 14e arrondissement de Paris.

## Situation et accès
La rue Campagne-Première est située entre le boulevard du Montparnasse et le boulevard Raspail.

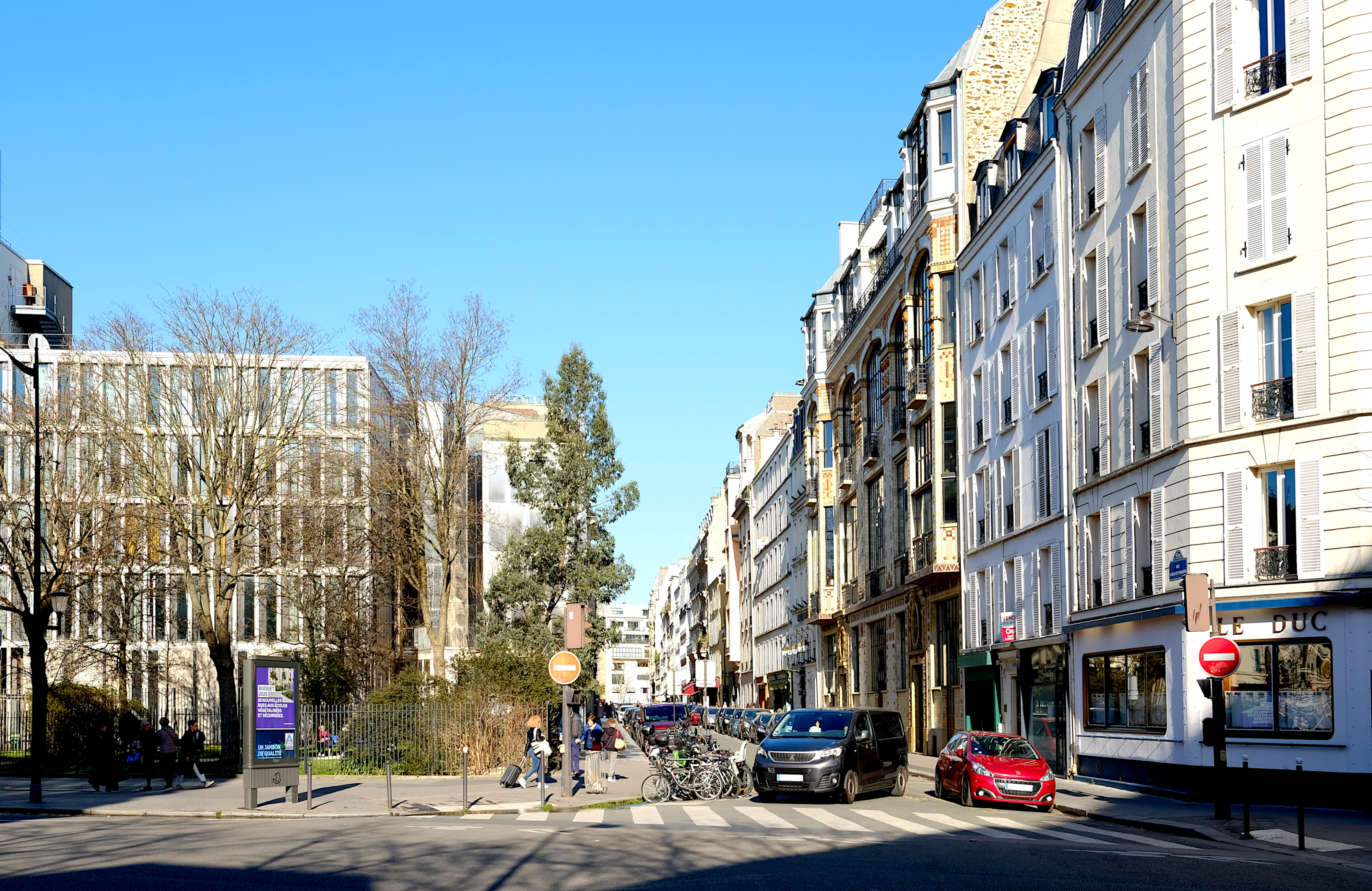
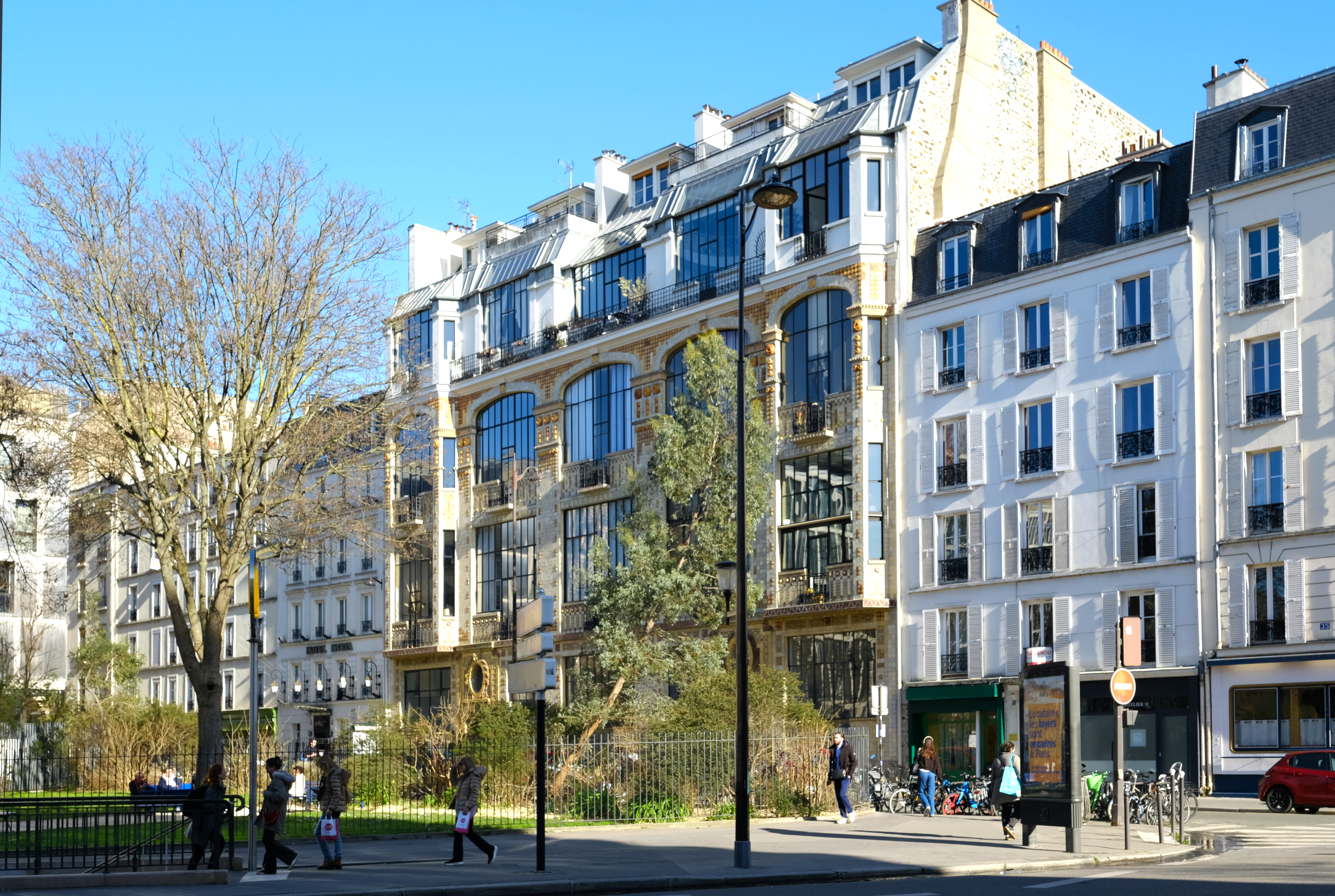

La rue est desservie par les stations de métro Vavin de la ligne 4 et Raspail des lignes 4 et 6.

## Origine du nom
Ainsi nommée par le général révolutionnaire Alexandre Camille Taponnier (1749-1831), propriétaire de terrains alentour, qui voulait évoquer sa première campagne militaire, la bataille de Wissembourg en 1793.

## Historique
Cette rue est un ancien chemin de terre, presque impraticable, dénommé au XVIIIe siècle « ruelle du Montparnasse » ; elle commence à être bâtie en 1797.

## Bâtiments remarquables et lieux de mémoire
- No 3 :
  - le sculpteur François Pompon y était installé dans un atelier-logement, de 1877 à sa mort en 1933, ainsi qu'Amedeo Modigliani (1884-1920)[2] et Adrienne Jouclard (1882-1972) ;
  - emplacement du restaurant Chez Rosalie, tenu par Rosalie Tobia, ancien modèle d'Odilon Redon, de William Bouguereau et de Modigliani[réf. nécessaire] ;
  - le peintre Boris Taslitzky y avait son atelier[réf. nécessaire] ;
  - le peintre René Demeurisse y eut son atelier de 1934 à 1961[réf. nécessaire] ;
  - l'ancien relais de poste, le 3, rue Campagne-Première fut démoli en 1970 ;
  - le peintre Hanns Bolz y était établi en 1909 et 1910[réf. nécessaire] ;
  - le peintre anglais Thomas William Marshall (1875-1914) y avait son atelier en 1904[3].
- No 5 : atelier du peintre Edmond-Marie Poullain en 1905. L'artiste américain Eugene McCown y travailla à partir de 1923[4] avant de céder son bail à son ami Louis Aragon, qui s'y installa avec Elsa Triolet et y vécut de 1929 à 1935[5],[6].

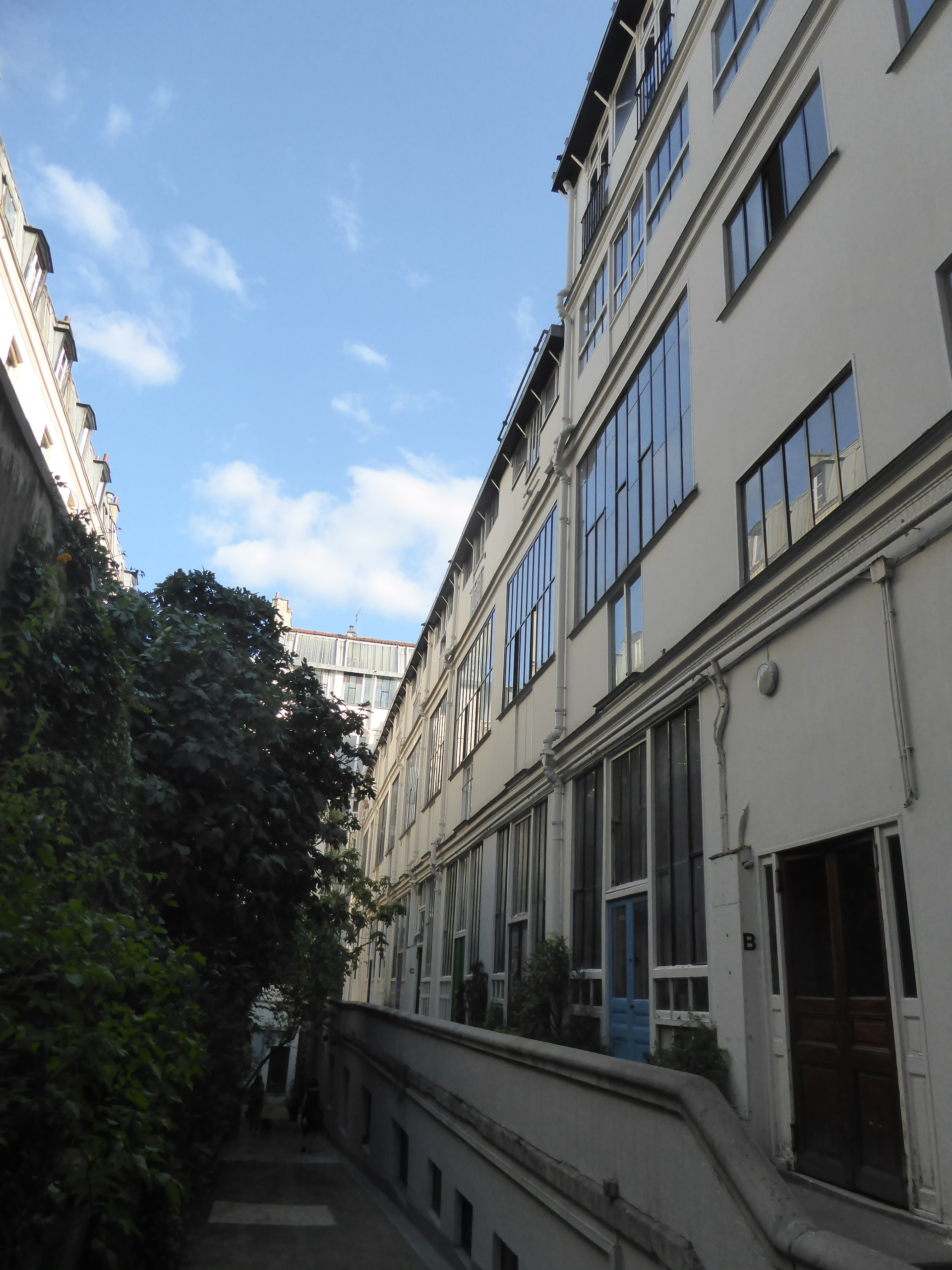
No 9 : ateliers-logement de la cité d'artistes vus de la cour.

- Nos 9 et 13 (ayant aussi pour adresse le 16, rue Boissonade[7]) : cité d'artistes avec ateliers-logement de rapport, établie sur un terrain tout en longueur initialement délimité, au sud, par le mur de clôture de l'enclos du couvent de la Visitation. Depuis les années 1930, le fond de parcelle aboutit sur le tronçon de la rue Boissonade qui a été percé sur une partie du jardin de ce couvent (voir rue Boissonade). Cette cité est une propriété privée sécurisée par un digicode afin de garantir la tranquillité des occupants.

Un panneau « Histoire de Paris » indique que derrière le portail se trouve une maison construite par l'architecte Taberlet à partir de matériaux récupérés sur les pavillons de l'exposition universelle de 1889. Celle-ci comprend une centaine d'ateliers, d'un prix abordable, occupée dès avant la Première Guerre mondiale par des artistes ayant quitté Montmartre, alors que Montparnasse devient un lieu important de la vie culturelle parisienne. C'est ici que logent entre autres l'écrivain et poète Rainer Maria Rilke (1875-1926) de 1913 à 1914, les peintres Foujita (1886-1968) jusqu'en 1917 et Auguste Clergé (1891-1963) de 1918 à 1921, qu'Othon Friesz (1879-1949) crée des peintures fauves, que Giorgio De Chirico se destine au surréalisme, qu'Yves Klein (de 1955 à 1957), Bernard Quentin, Sam Szafran, César viennent se faire la main dans l'appartement de 50 m2 de Rodolphe Pichon. Le peintre Bertrand Mogniat-Duclos est également signalé à cette adresse[réf. nécessaire].
Le no 9 rue Campagne-Première sera également l'adresse des missionaires-artistes américains John Hafen, John B. Fairbanks, et Lorus Bishop Pratt, de l'Église de Jésus-Christ des saints des derniers jours, à partir de décembre 1890.
- No 13 : passage donnant accès aux anciennes carrières souterraines de Paris.
- No 13 bis : Nicolas de Staël séjourna à cette adresse, avant de s'installer boulevard du Montparnasse[réf. nécessaire]. Le dessinateur Bernard Naudin y vit de 1900 à 1906 ; une plaque lui rend hommage.
- No 14 : domicile et atelier d'Yves Klein de 1958 à 1962 ; une plaque lui rend hommage. Arthur Rimbaud logea dans une mansarde louée par Paul Verlaine[13].
- No 17 : domicile de Georges Gimel en 1919. Le peintre et graveur Stanley William Hayter y a installé de 1933 à 1939 l'Atelier 17 (du nom de son adresse), atelier de gravure fréquenté par de nombreux artistes du monde entier. Les peintres Pierre Abadie-Landel (1896-1972), Jean Couy (1910-1983) et Jean-Claude Bédard (1928-1982) y vécurent également[réf. nécessaire].
En 2025, le Conseil de Paris vote l'apposition d'une plaque commémorative au sculpteur et joaillier Jean Dampt (1854-1945)[14],[15].
- No 17 bis et no 19 : domicile d'Eugène Atget de 1898 à 1927[16].
- No 21 : passage d'Enfer, voie privée.
- No 23 : immeuble d’ateliers construit sous la conduite de l’architecte Edmond Courty (1896-1972)[17]. Atelier et demeure du peintre Léonard Foujita[18]. Siège de la Société de psychanalyse freudienne (SPF). Domicile de Jean Villard et atelier de Raymond Abner. Au troisième étage donnant sur le passage d'Enfer, atelier de Joan Mitchell.
- No 29 : hôtel Istria, où séjournèrent Marcel Duchamp, Moïse Kisling, Francis Picabia, Kiki de Montparnasse, Rainer Maria Rilke, Tristan Tzara, Erik Satie et Vladimir Maïakovski[16], ainsi qu'Elsa Triolet en 1929, et Man Ray[2].
- Immeuble, 31-31bis rue Campagne-Première : Bâti en 1911 par l’architecte André-Louis Arfvidson (1870‑1935), cet immeuble, situé entre la rue Campagne Première et le passage d’Enfer, constitue un nouveau modèle d’appartements-ateliers, destinés à une clientèle aisée, soucieuse de confort et d’espace. Pour embellir la façade principale donnant sur la rue Campagne Première, Arfvidson fait appel au céramiste Alexandre Bigot qui la revêt d'un carrelage en grès flammé[17].
  - No 31 : appartement du peintre Otto von Wätjen, de 1912 à 1914, avant qu'il n'épouse Marie Laurencin ; atelier des peintres Chaïm Soutine et Zinaïda Serebriakova[2].
  - No 31 bis : domicile de Man Ray[2], Pierre Restany et Jean-Pierre Raynaud. Ce bâtiment préfigurant le style Art déco est l'œuvre de l'architecte André Arfvidson en 1910. Il se caractérise par ses grandes baies vitrées et sa façade décorée de grès émaillé d'Alexandre Bigot. Atelier du sculpteur César[19] et de l'écrivain et peintre Youri Annenkof[réf. nécessaire].
- Avant 1914, la seconde moitié du côté pair était occupée par un grand dépôt de la Compagnie des petites voitures. Ses cochers inspirèrent à Max Jacob l'un de ses premiers poèmes[réf. nécessaire].
- Arthur Rimbaud a logé du début janvier à la fin mars 1872 dans une chambre garnie sordide de la rue Campagne-Première, à une adresse mal définie[20]. Il partageait ce logement avec le dessinateur Jean-Louis Forain. Paul Verlaine, après le départ de sa femme, passe avec Rimbaud presque toutes ses nuits jusqu’à la première quinzaine de mars. De cette relation et de la description de la chambre, il en fait le thème du poème Le Poète et la Muse (Jadis et Naguère)[21].
- Le peintre Óscar Domínguez (1906-1957) se suicide dans son atelier situé dans la rue[22].
- La rue longe le square Yves-Klein.

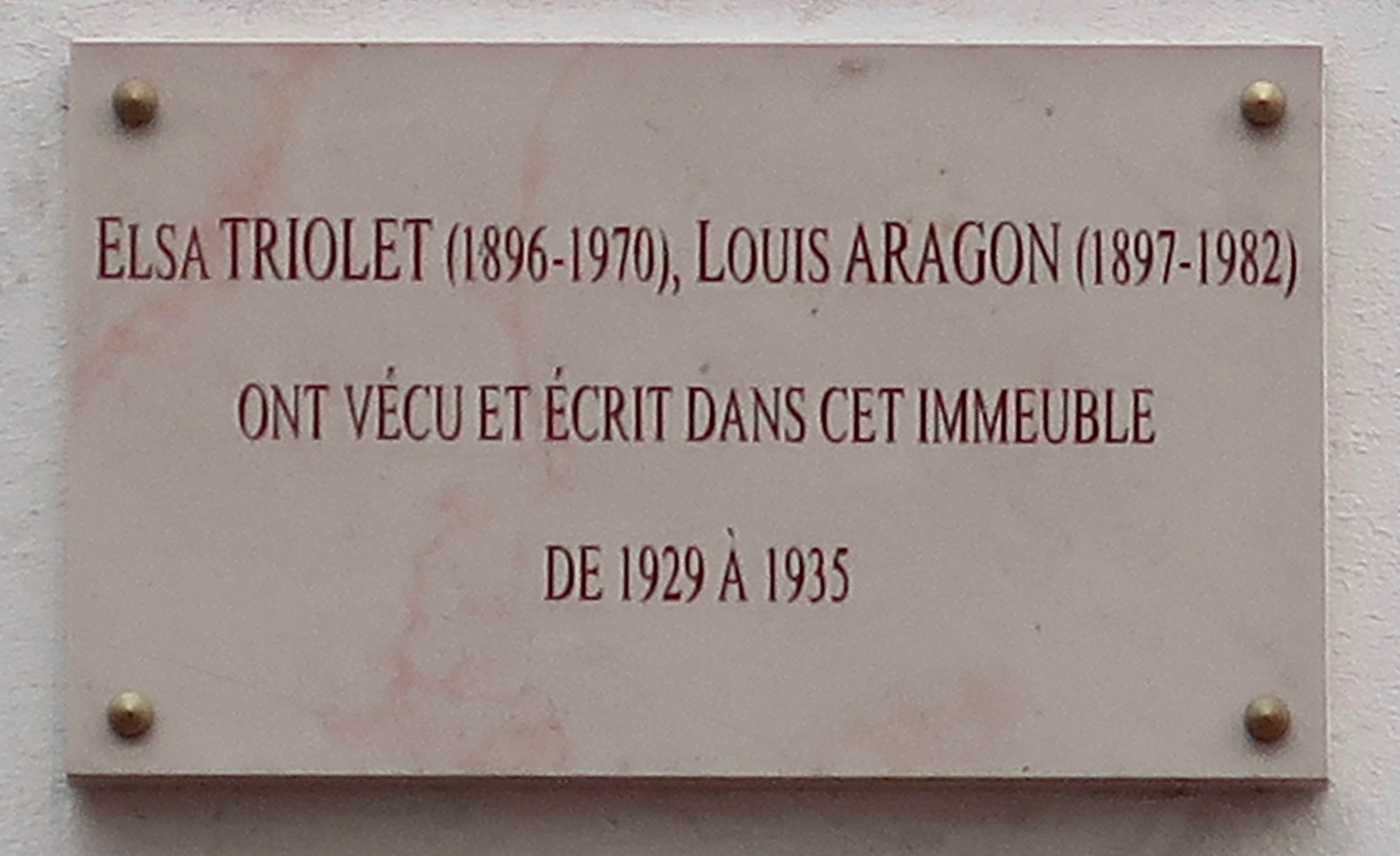
Plaque au no 5.
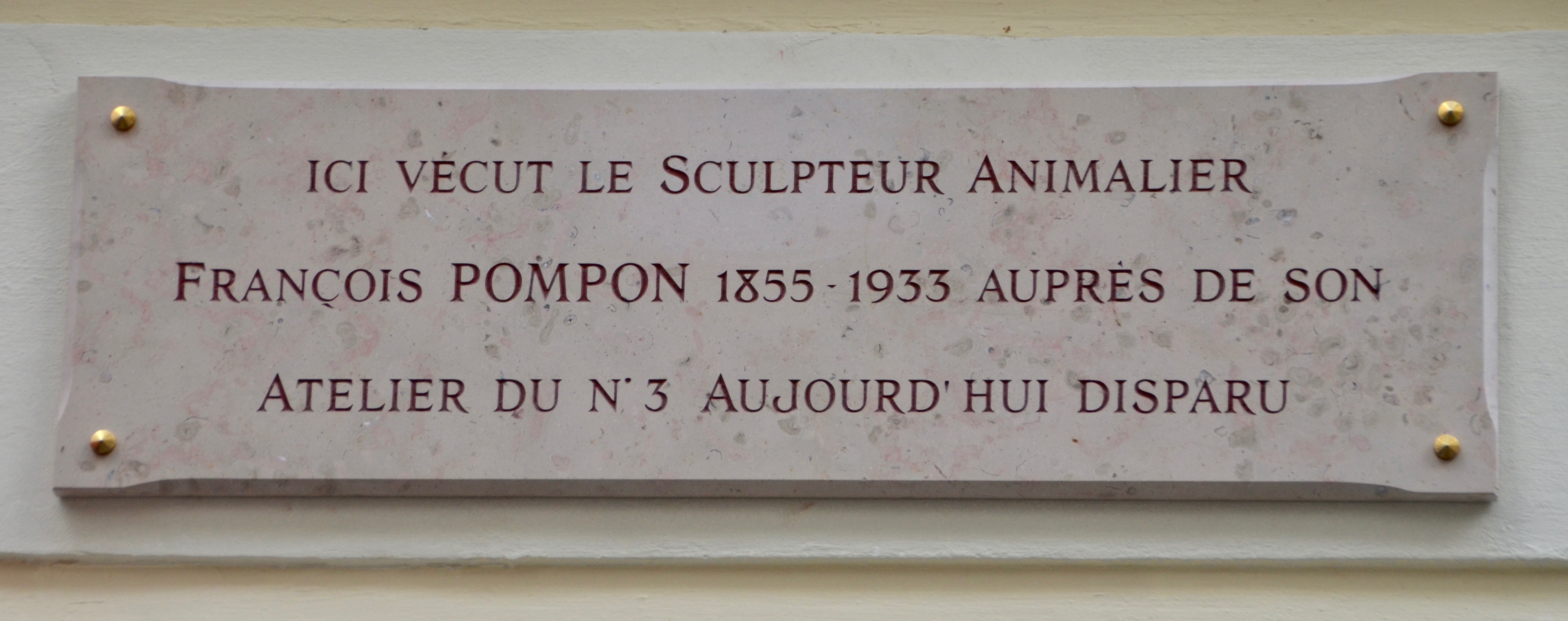
Plaque au no 7.
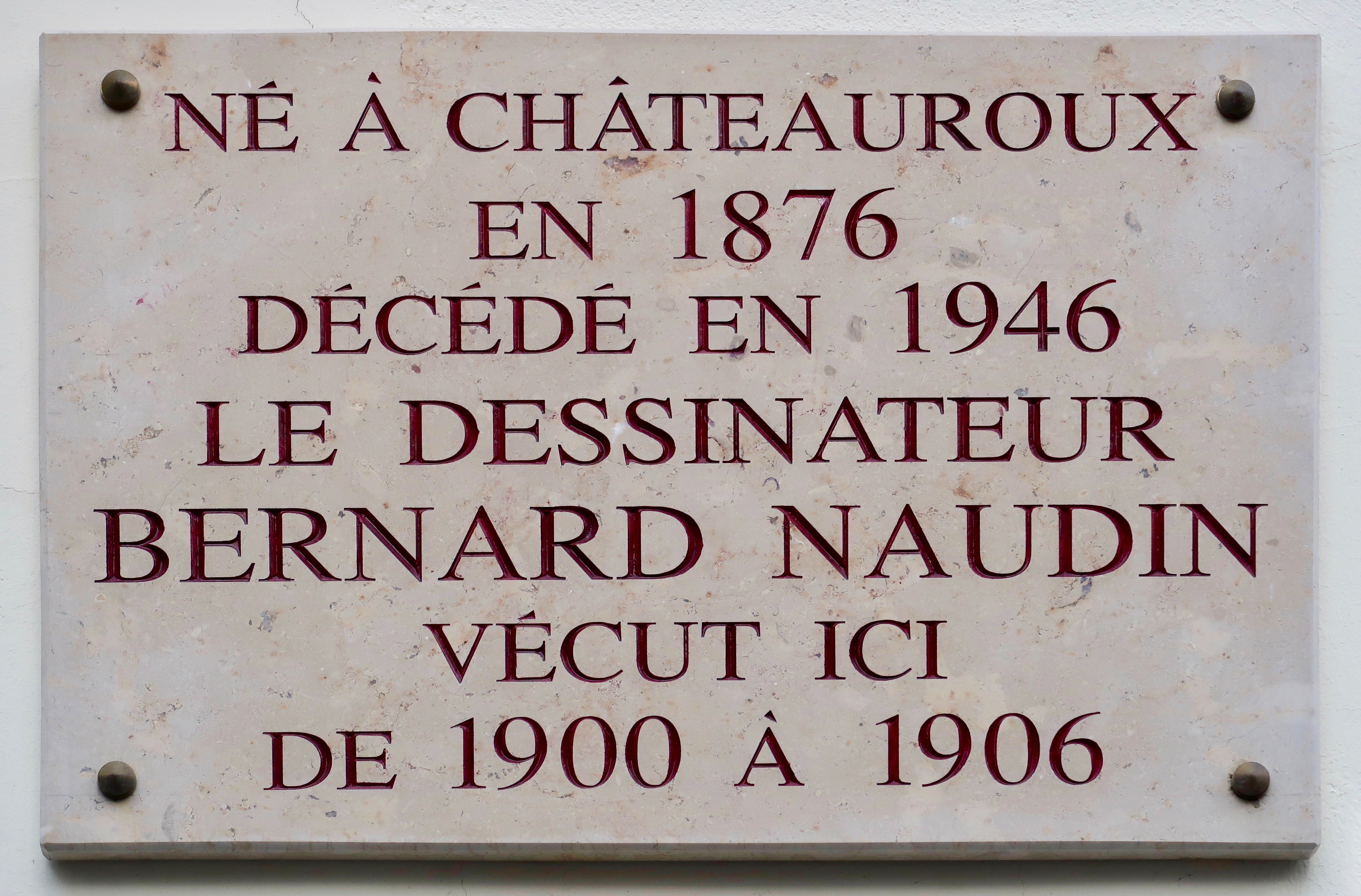
Plaque au no 13 bis.
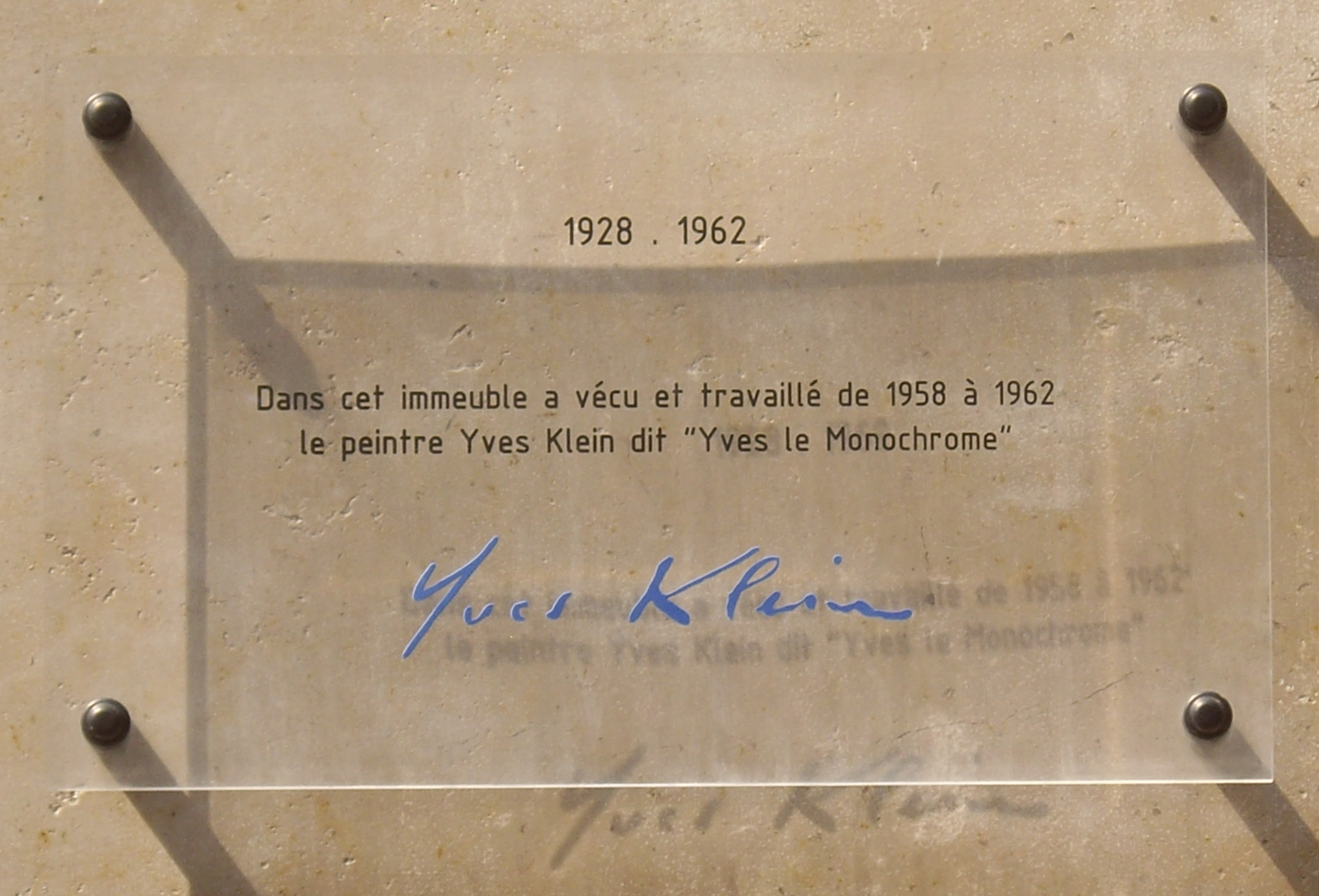
Plaque au no 14.
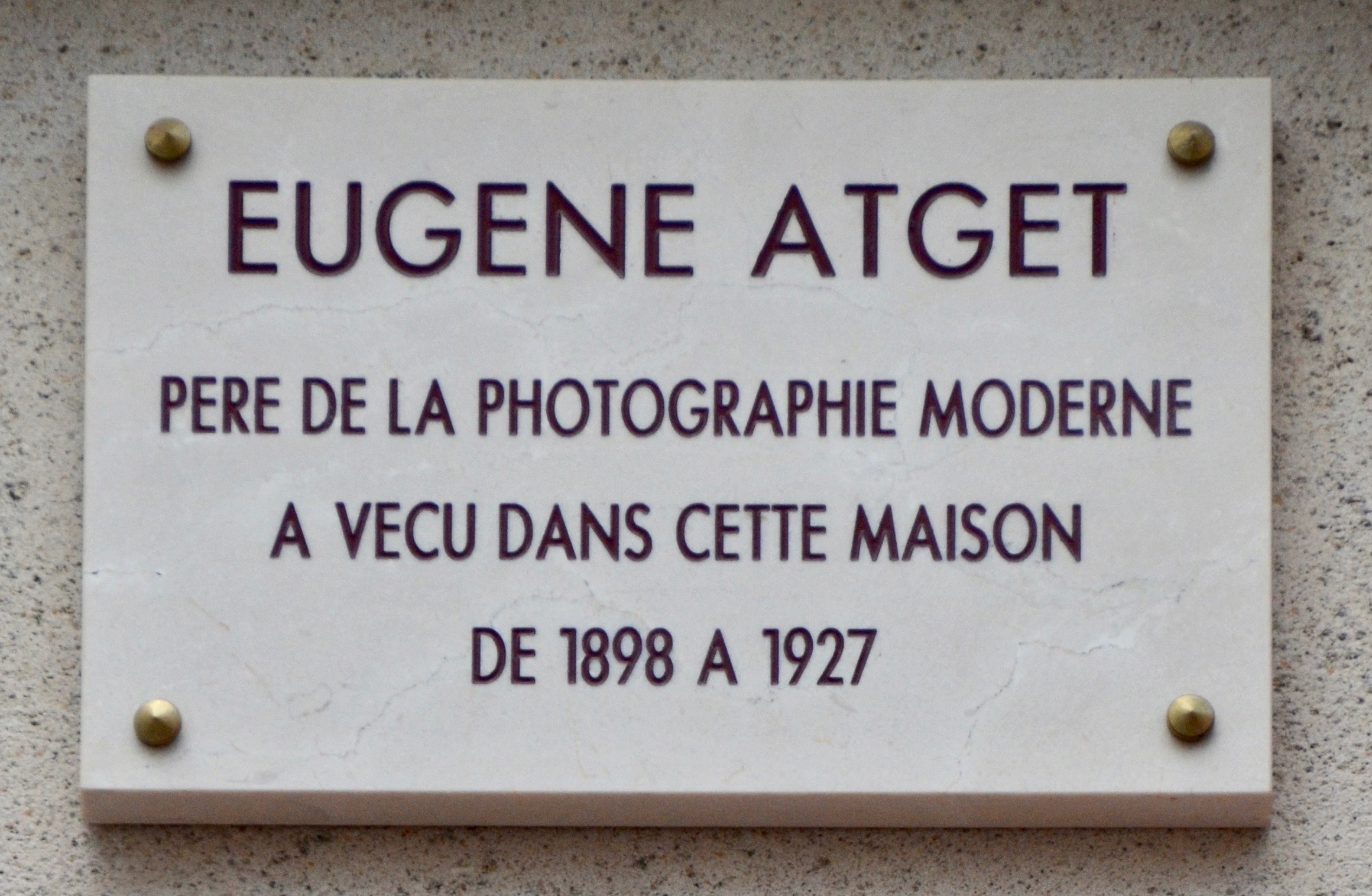
Plaque au no 17.
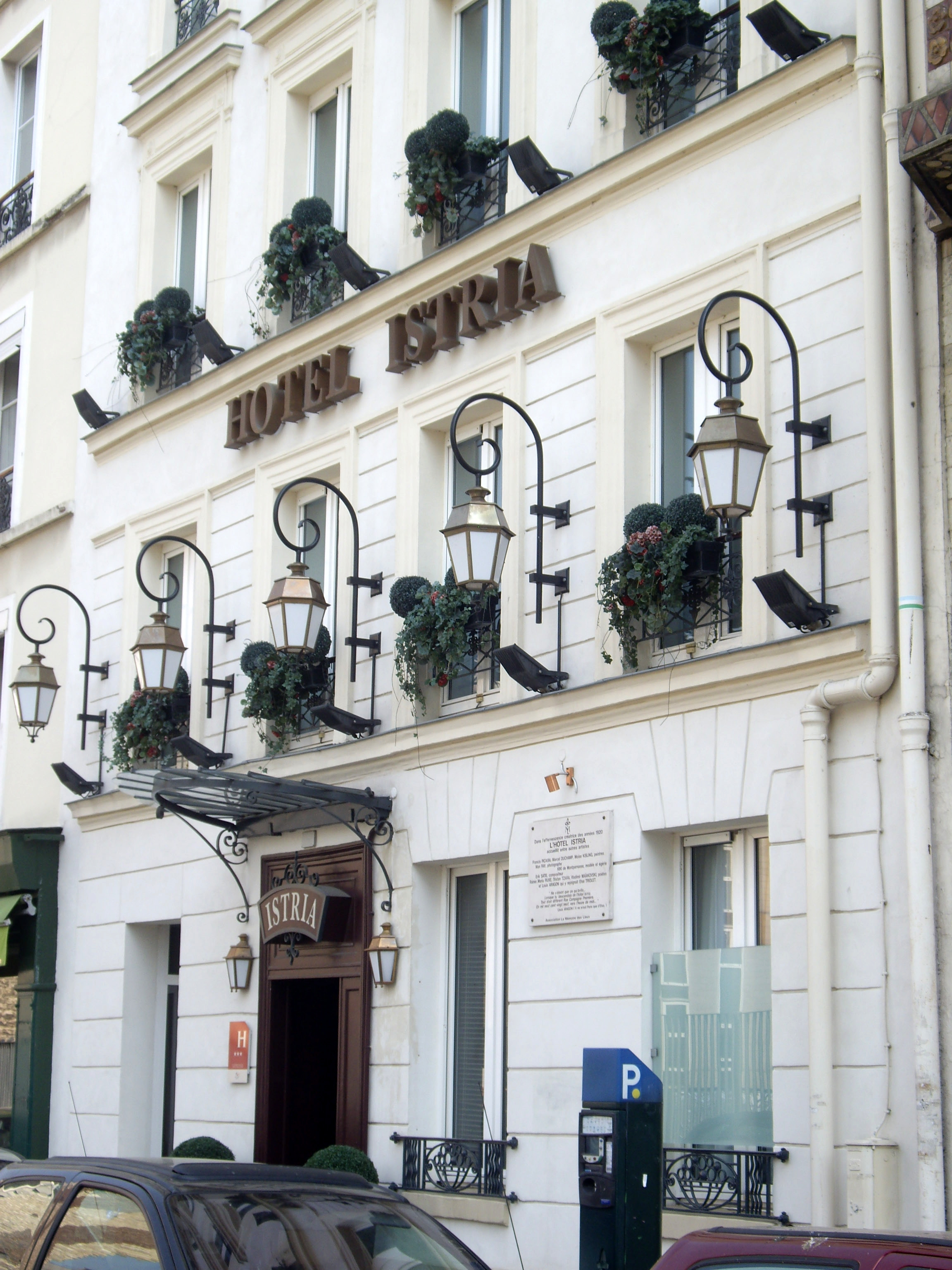
L'hôtel Istria au no 29.
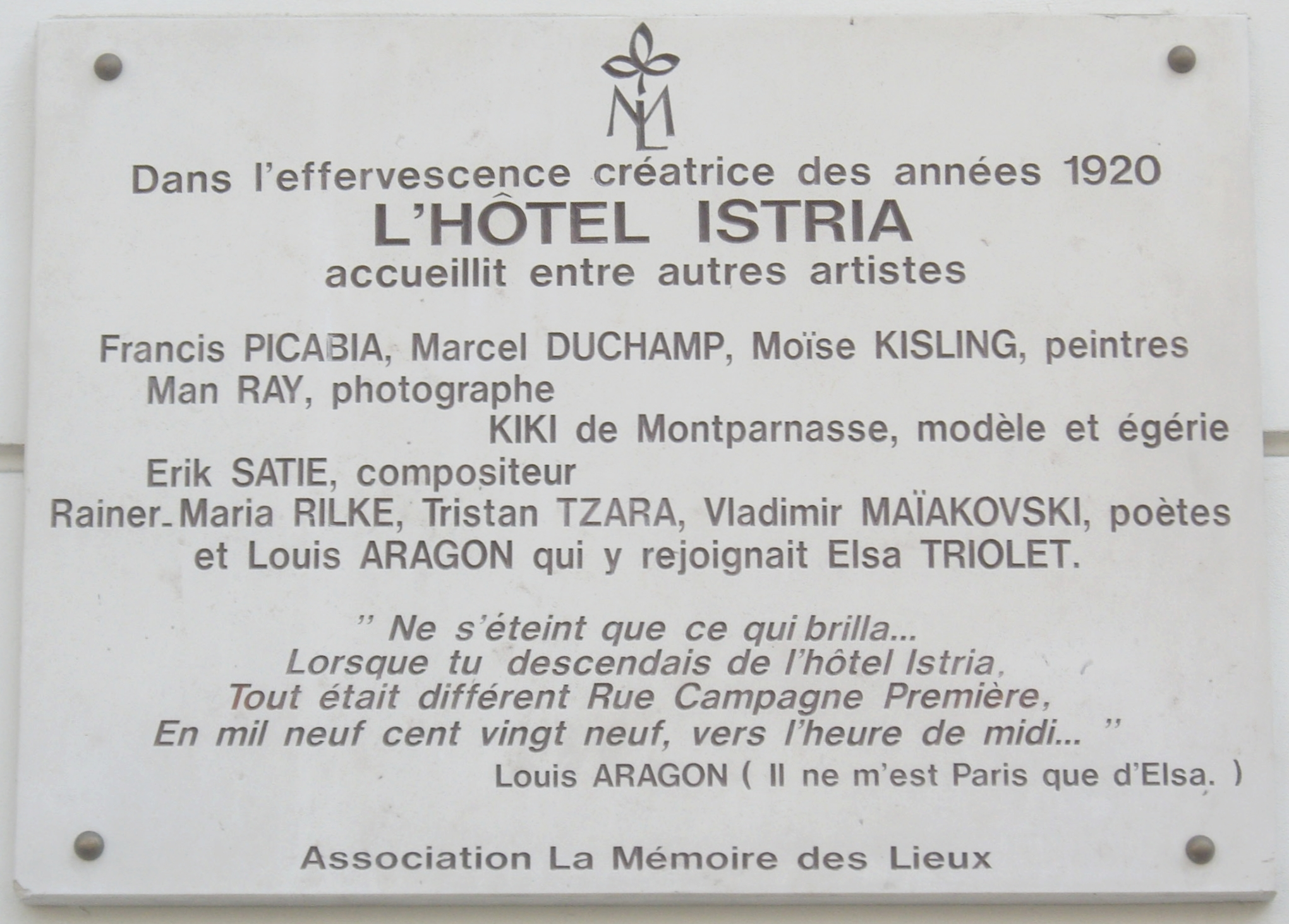
Plaque au no 29.
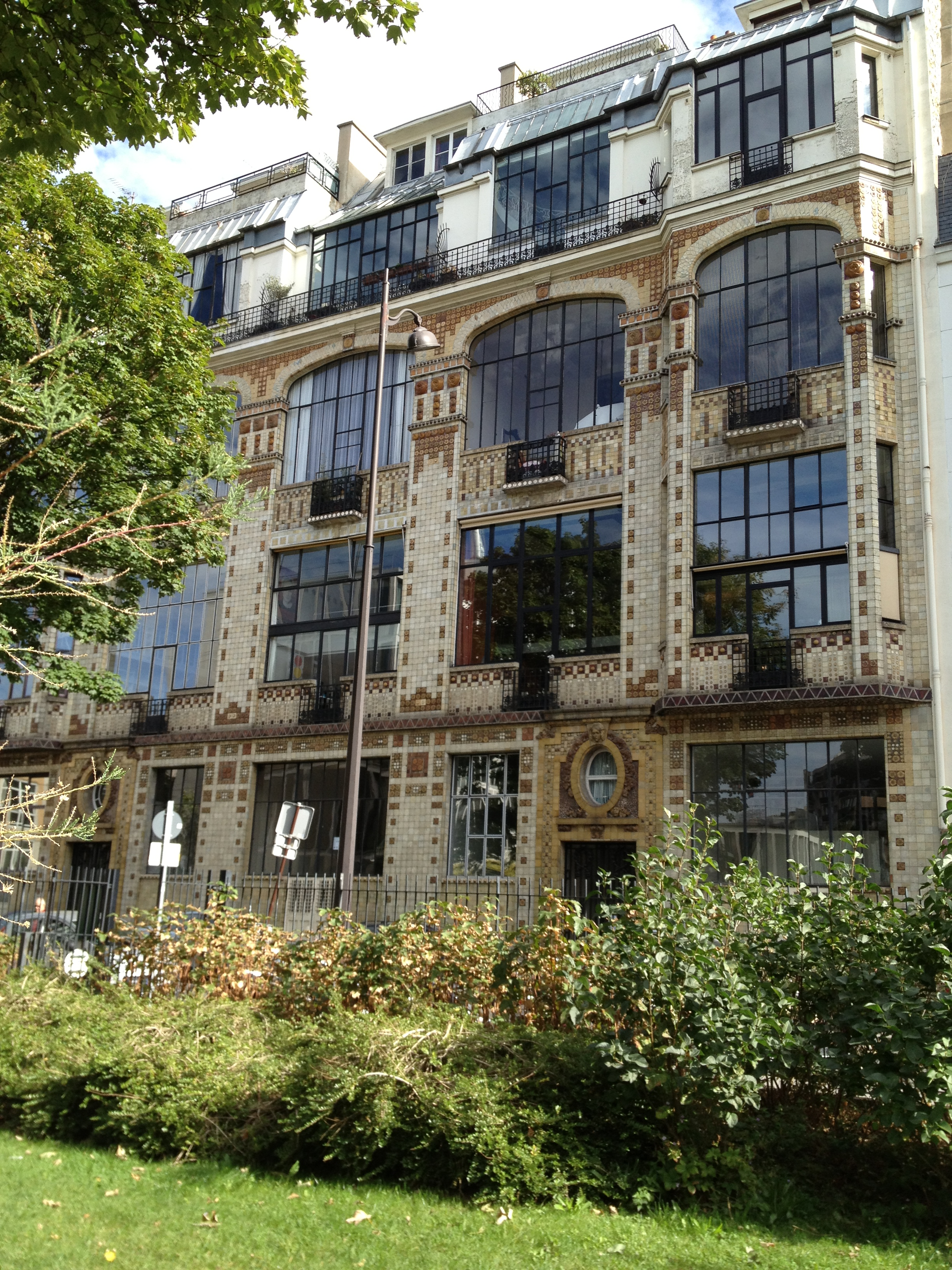
Immeuble, 31-31bis rue Campagne-Première de l'architecte André Arfvidson.
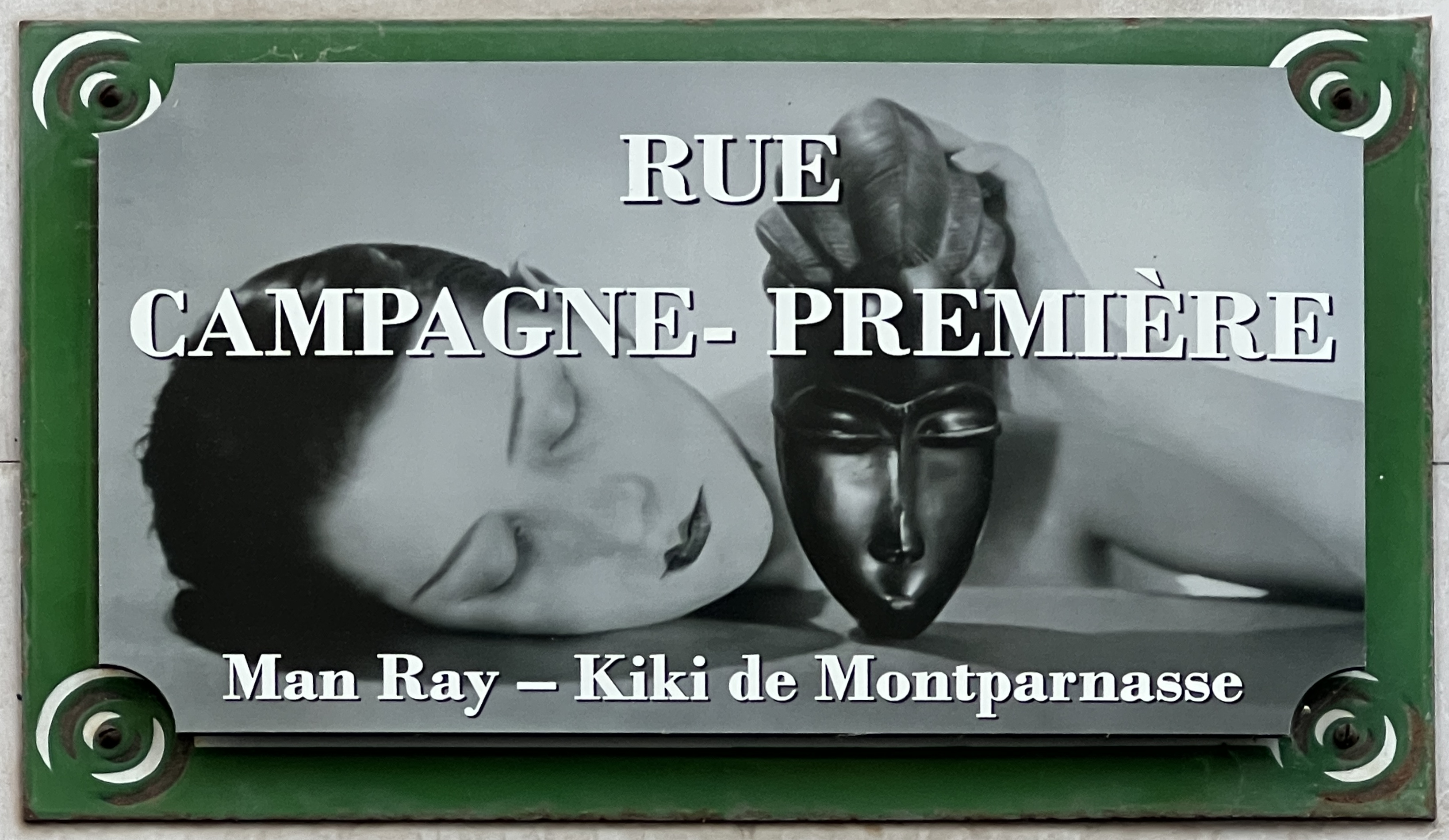
Plaque de la voie en hommage à Man Ray.

## Au cinéma
Cette rue est également célèbre grâce au film de Jean-Luc Godard, À bout de souffle (1960). C'est au bout de cette rue, après une longue course depuis le no 11, que le héros blessé, Michel Poiccard, incarné par Jean-Paul Belmondo, s'écroule avant de mourir ; le pavage spécifique qu'on y voit a disparu lors de la réfection de 1999.